# 64 a.C.

## Eventos
- 179a olimpíada.
- Caio Márcio Fígulo e Lúcio Júlio César, cônsules romanos.
- Décimo-primeiro ano da Terceira Guerra Mitridática contra Mitrídates VI do Ponto, sob o comando geral do general Pompeu.
  - Mitrídates VI comete o suicídio depois da campanha de Pompeu pelo Cáucaso.
  - Pompeu pacifica a região da Síria e cria a nova província romana da Síria.
- Catilina, acusado de ter cometido assassinatos a mando de Sula, é julgado e absolvido.
- 7 de novembro - Um eclipse lunar, às 02:00, e um cometa são observados em Roma, durante a Férias Latinas.

## Mortes
- Mitrídates VI do Ponto e duas filhas virgens, Mitrídatis e Níssa, noivas dos reis do Egito e de Chipre.